# Marcelo Elío Chávez
Marcelo William Elío Chávez (Oruro, Bolivia; 15 de mayo de 1966 - Ibidem, 25 de julio de 2020) fue un periodista, catedrático y político boliviano. Fue también el presidente de la Cámara de Diputados de Bolivia durante el año 2014. 
Se desempeñó en el cargo de viceministro de régimen Interior de Bolivia desde el 9 de septiembre de 2015 hasta el 14 de marzo de 2016, durante el tercer gobierno del presidente Evo Morales Ayma.

## Biografía

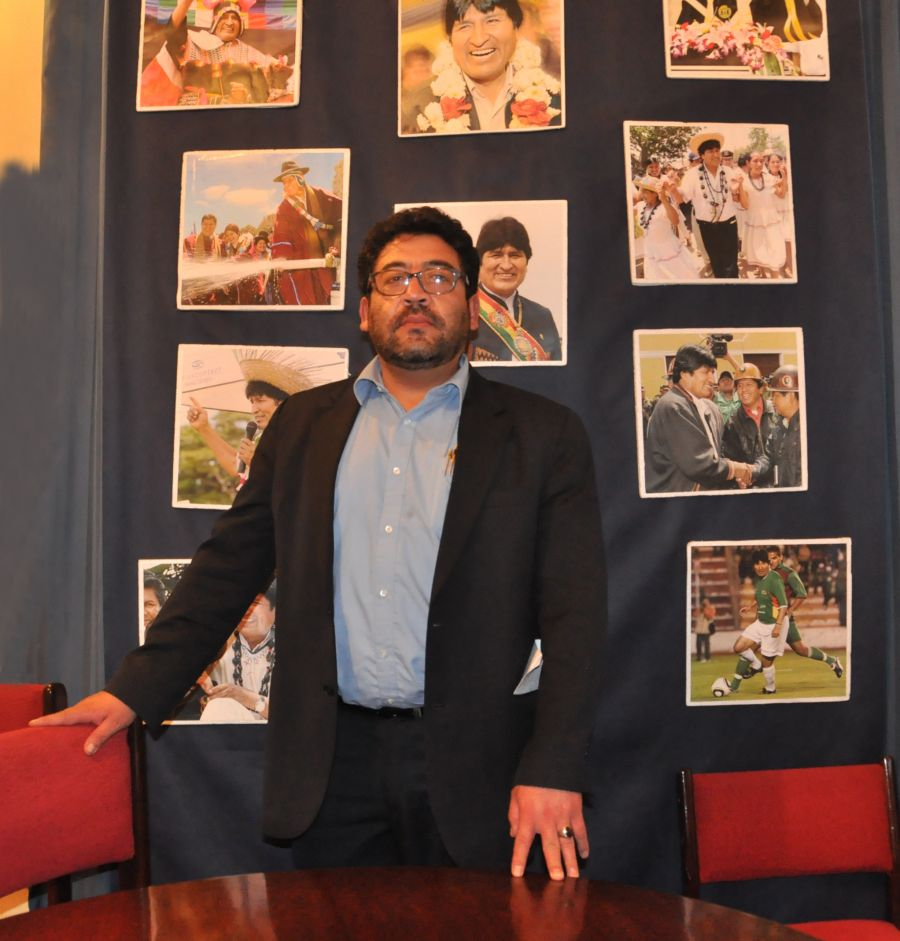
Marcelo William Elío Chávez

Marcelo Elío nació el 15 de mayo de 1966 en la ciudad de Oruro. Bachiller del Colegio Saracho nocturno. Se desempeñó como docente universitario de la carrera de ciencias de la comunicación social de la Universidad Técnica de Oruro (UTO). 
Fue dirigente universitario en varias carteras y delegado de la Facultad de ciencias jurídicas políticas y sociales ante el honorable consejo universitario de la Universidad Técnica de Oruro. Ejerció también la presidencia del Comité Cívico del Departamento de Oruro, desde donde apoyó e impulsó la aprobación de la Nueva Constitución Política del Estado y la Refundación de Bolivia como Estado Plurinacional de Bolivia.
El 27 de julio de 2020 fue anunciado su deceso por causas desconocidas.

## Vida política

### Diputado de Bolivia (2010-2015)
En 2010 fue elegido diputado Uninominal de Bolivia por el partido del Movimiento al Socialismo (M.A.S - I.P.S.P.) representando al Departamento de Oruro en la Asamblea Legislativa Plurinacional de Bolivia.

#### Presidente de la Cámara de Diputados (2014)
En 2014, Elío fue elegido presidente de la Cámara de Diputados de Bolivia, para presidirla durante esa gestión. Junto a él se eligió también a Eugenio Rojas Apaza para presidir la Cámara de Senadores de Bolivia durante ese año.

### Viceministro de régimen interior de Bolivia (2015-2016)
El 9 de septiembre de 2015, el ministro de gobierno de Bolivia Carlos Romero Bonifaz posesionó a Marcelo Elío como el nuevo viceministro de régimen interior, reemplazando en el cargo a Jorge Pérez Valenzuela, quien tuvo que renunciar por motivos judiciales vinculados a la fuga del empresario peruano Martín Belaunde. Ese mismo día, junto a Elío se posesionó también al ex diputado Carlos Aparicio Vedia como viceministro de seguridad ciudadana de Bolivia.
El 14 de marzo de 2016, Elío renunció a su cargo de viceministro de régimen interior debido a problemas de salud. Rodolfo Illanes lo reemplazó en el cargo de viceministro.
| Predecesor: Rebeca Delgado         | Presidente de la Cámara de Diputados de Bolivia 22 de enero de 2014 - 22 de enero de 2015 | Sucesor: Gabriela Montaño Viaña |
| Predecesor: Jorge Pérez Valenzuela | Viceministro de Régimen Interior de Bolivia 9 de septiembre de 2015 - 14 de marzo de 2016 | Sucesor: Rodolfo Illanes        |